# Station Kozu
Station Kōzu  (郡津駅, Kōzu-eki) is een spoorwegstation in de Japanse stad Katano. Het wordt aangedaan door de Katano-lijn. Het station heeft twee sporen, gelegen aan twee zijperrons. 

## Treindienst

#### Katano-lijn
| 1 | ■ Katano-lijn | richting Hirakatashi |
| 2 | ■ Katano-lijn | richting Kisaichi    |

## Geschiedenis
Het station werd in 1929 geopend. Van 1973 tot 2003 had Keihan ook een warenhuis nabij het station.  

## Stationsomgeving
- Kōzu-schrijn
- Matsudzuka-park

Hirakatashi · Miyanosaka · Hoshigaoka · Murano · Kōzu · Katanoshi · Kawachi-Mori · Kisaichi